# Pomacentrus imitator
Pomacentrus imitator là một loài cá biển thuộc chi Pomacentrus trong họ Cá thia. Loài này được mô tả lần đầu tiên vào năm 1964.

## Từ nguyên
Từ định danh trong tiếng Latinh có nghĩa là "bắt chước", hàm ý có lẽ đề cập đến sự tương đồng giữa loài cá này với Chromis chrysura.

## Phạm vi phân bố và môi trường sống
P. imitator có phạm vi phân bố giới hạn ở biển San Hô. Những ghi nhận trước đây của loài này ở Nam Thái Bình Dương đã được xác định là những loài riêng biệt, là Pomacentrus nigriradiatus (ở Nouvelle-Calédonie và Rotuma) và Pomacentrus flavioculus (Fiji và Tonga).
P. imitator sinh sống tập trung gần những rạn san hô viền bờ ở độ sâu đến 15 m.

## Mô tả
Chiều dài lớn nhất được ghi nhận ở P. imitator là 11 cm. Cơ thể có màu xanh lam xám. Vảy cá có viền đen tạo thành kiểu hình mắt lưới trên thân của chúng. Gốc vây ngực có đốm đen lớn. Vây đuôi có màu trắng và không có vòng màu vàng tươi bao quanh đồng tử như P. flavioculus, và P. flavioculus có màu vàng ở vây đuôi.
Số gai ở vây lưng: 13; Số tia vây ở vây lưng: 13–14; Số gai ở vây hậu môn: 2; Số tia vây ở vây hậu môn: 13–14; Số gai ở vây bụng: 1; Số tia vây ở vây bụng: 5.

## Phân loại học
P. imitator thuộc phức hợp loài Pomacentrus philippinus vì cùng có chung kiểu hình mắt lưới trên thân, được tạo bởi các đường viền đen của vảy.

## Sinh thái học
Thức ăn của P. imitator là tảo và các loài động vật phù du. Cá đực có tập tính bảo vệ và chăm sóc trứng.